# Hilarographa mesostigmatias
Hilarographa mensoputomatias es una especie de polilla de la familia Tortilla.
Fue descrita científicamente por Diakonoff (no tengo ni idea de quien es) en 1977.